# Büro für Zukunftsfragen
Das Büro für Zukunftsfragen war eine Einrichtung des Landes Vorarlberg (Österreich), die von 1999 bis 2025 bestand. Es war landesintern für die Entwicklung und Förderung zukunftsorientierter und partizipativer Ansätze zuständig. Das Büro war organisatorisch im Amt der Vorarlberger Landesregierung angesiedelt und hatte insbesondere im Bereich der Bürgerbeteiligung, der nachhaltigen Entwicklung und des freiwilligen Engagements Modellcharakter.
Bereits Ende 1992 richtete die damalige Vorarlberger Landesregierung einen Umweltinformationsdienst (UID) ein, der nach der schrittweisen Erweiterung der behandelten Themen Ende 1999 in das Büro für Zukunftsfragen (ZuB) umbenannt wurde. Ihren dritten Namen “Büro für Freiwilliges Engagement und Beteiligung (FEB)” erhielt die Institution dann unter Landeshauptmann Markus Wallner (ÖVP) im Jahr 2021. In seiner zweiten Legislaturperiode in Koalition mit der FPÖ wurde das Büro 2025 aufgelöst.

## Aufgaben und Schwerpunkte
Ziel des Büros war es, gesellschaftlich relevante Herausforderungen frühzeitig zu erkennen und innovative Formen der Zusammenarbeit zwischen Politik, Verwaltung und Bevölkerung zu fördern. Thematische Schwerpunkte waren unter anderem:
- Bürgerbeteiligung (insbesondere Bürgerräte nach dem Vorarlberger Modell)
- Nachhaltige Entwicklung und Agenda 2030
- Regional- und Gemeindeentwicklung
- Freiwilliges Engagement und Ehrenamt
- Kinder- und Jugendbeteiligung
- Stärkung des sozialen Zusammenhalts
- Partizipatives Führen

## Bürgerräte nach dem Vorarlberger Modell
Besondere Aufmerksamkeit erlangte das Büro durch die Entwicklung und Etablierung der Bürgerräte nach dem Vorarlberger Modell, die seit 2006 regelmäßig im Bundesland durchgeführt wurden. Die Bürgerräte basieren auf dem Prinzip der zufälligen Auswahl (Losverfahren) und ermöglichen eine deliberative Auseinandersetzung mit politischen und gesellschaftlichen Fragestellungen. Die Empfehlungen der Bürgerräte wurden in moderierten Rückspiegelungen an Entscheidungsträger übergeben und fanden in zahlreichen Fällen Eingang in politische Entscheidungen oder Verwaltungsprozesse.
Das Modell wurde international rezipiert und in mehreren Ländern adaptiert, u. a. in Deutschland, der Schweiz, Belgien und Luxemburg. Fachleute aus den Bereichen Demokratieforschung, Verwaltungsinnovation und Bürgerbeteiligung bezeichnen das Büro als Pionier in der institutionellen Verankerung deliberativer Verfahren innerhalb einer Landesregierung.

## Umbenennung und Auflösung
Im Jahr 2021 wurde das Büro offiziell in Büro für Freiwilliges Engagement und Beteiligung (FEB) umbenannt, um den erweiterten Aufgabenfeldern stärker Rechnung zu tragen.
Im März 2025 wurde das Büro im Rahmen einer verwaltungsinternen Reorganisation aufgelöst. Die Aufgaben wurden teilweise in andere Fachbereiche integriert oder neu strukturiert. Die Auflösung wurde öffentlich nicht angekündigt, führte jedoch innerhalb zivilgesellschaftlicher und fachlicher Kreise zu Debatten über die Zukunft partizipativer Verwaltungsansätze in Vorarlberg.

## Kritik
Die Auflösung des Büros wurde von zivilgesellschaftlichen Organisationen, Beteiligungsexperten und Teilen der Fachöffentlichkeit kritisiert. Befürchtet wurde ein Rückschritt in der systematischen Förderung von Bürgerbeteiligung und zukunftsorientierter Verwaltungsentwicklung. Kritiker warnten vor dem Verlust eines anerkannten Innovationsmotors innerhalb der Landesverwaltung und sahen die Gefahr, dass partizipative Ansätze künftig weniger koordiniert oder mit geringerer Priorität verfolgt würden.
Auch auf Bundesebene und im deutschsprachigen Raum wurde die Entscheidung mit Bedauern aufgenommen, da das Büro als vorbildlich für eine moderne, beteiligungsorientierte Verwaltung galt.

## Internationale Bedeutung
Das Büro für Zukunftsfragen war über viele Jahre international vernetzt. Es kooperierte mit Universitäten, Stiftungen und Fachnetzwerken im Bereich der Demokratieinnovation. Zahlreiche Delegationen und Fachgruppen aus dem In- und Ausland besuchten das Büro, um sich über partizipative Verfahren und deren Integration in Verwaltungsstrukturen zu informieren. Die Erfahrungen aus Vorarlberg flossen u. a. in Publikationen des OECD Observatory of Public Sector Innovation (OPSI) ein.